# Over the Top (film 1987)
Over the Top è un film del 1987 diretto da Menahem Golan, con protagonista Sylvester Stallone.

## Trama
Lincoln Hawk è un camionista con un unico, grande dolore: non si perdona di aver lasciato il figlio Michael in tenera età e la moglie Christina a causa del ricco e odiato suocero che lo ha sopraffatto con la potenza del suo denaro senza la possibilità di resistere, e di essere fuggito via sulle strade al sole cocente delle lunghe traversate degli Stati Uniti invece di combattere per i suoi affetti più cari.
Ora Lincoln ha la possibilità di riscattarsi, grazie anche alla moglie, che non ha mai smesso di amarlo: la donna, ormai morente a seguito di un male incurabile, dopo anni di doloroso silenzio gli chiede di portarle personalmente il figlio Michael, studente in una prestigiosa scuola militare.
L'incontro tra i due non è semplice. Diffidenza e rancore dividono il ragazzo dal padre, da quest'uomo burbero che il nonno gli ha sempre descritto come un poco di buono e un approfittatore. Il viaggio in camion, però, è lungo, e il tempo e le avventure passate insieme faranno rinascere, sia pur a fatica, il legame.
Lincoln ed il figlio giungono a destinazione, quando però Christina è già morta da poche ore sotto i ferri, durante una delicata operazione al cuore. Michael, in preda alla disperazione, accusa il padre di avergli praticamente impedito, con il lungo viaggio in camion, di vedere la madre viva per l'ultima volta, e torna a vivere con il nonno in una lussuosissima villa a Bel Air. Lincoln cerca addirittura di riprenderselo sfondando con il suo camion l'ingresso della villa del suocero, ma fallisce il tentativo e viene arrestato dalla polizia. In carcere riceve la visita di Michael accompagnato dal segretario personale del suocero, Michael gli comunica che intravede troppi dubbi in una possibile vita insieme a lui e che per tale motivo preferisce rimanere con il nonno, al che il segretario personale del sig. Cutler, che ha accompagnato Michael in carcere, gli propone un patto: ritirare la denuncia e rinunciare a qualsiasi richiesta di risarcimento danni (quelli alla villa, cospicui) in cambio dell'abbandono dello stato della California e della rinuncia all'affidamento del figlio. Lincoln accetta e la denuncia viene ritirata.
Tornato in libertà, rivende il camion ormai malridotto, e decide di iscriversi al campionato del mondo di braccio di ferro, dove sono in palio un ricco premio in denaro ed un camion nuovo per tentare di rifarsi una vita e nella speranza di creare i presupposti per riconquistare l'affetto del figlio. Non basta: nonostante i bookmakers lo diano quotato 20 a 1 cioè pochissime possibilità di vittoria, Lincoln scommette tutto quello che ha sulla sua vittoria finale, cioè i 7.000 dollari incassati dalla vendita del camion.
Michael, nel frattempo, comincia a rovistare in casa fra i documenti e gli effetti personali della madre; alla fine trova tutte le numerose ed affettuose lettere che il padre, in tutti quegli anni, gli aveva scritto e che il nonno gli aveva tenuto deliberatamente occultate; ormai convinto della buona fede del padre il ragazzo, sapendo che avrebbe partecipato al campionato mondiale di braccio di ferro a Las Vegas, fugge via a bordo di un pick-up, inseguito dalle guardie del corpo del nonno. Michael riesce a salire su un aereo ed a raggiungere il padre a Las Vegas nell'albergo che ospita la manifestazione. Il suocero, in un ultimo tentativo di riprendersi il nipote e liberarsi dell'indesiderato genero, cerca di "comprare" Lincoln offrendogli una grossa somma di denaro (500.000 dollari) e mostrandogli un modernissimo camion nuovo che sarebbe stato di sua proprietà se avesse accettato di non farsi mai più vedere, ma questi rifiuta categoricamente e arriva anche al punto di mettere K.O. con un pugno sullo stomaco uno dei bodyguard del suocero che lo stava provocando.
Lincoln, contro ogni pronostico, è giunto in finale e sta per disputare il match decisivo con il campione in carica, ma è palesemente in difficoltà a causa degli intensi sforzi fisici sostenuti fino a quel momento. Il braccio destro è dolorante, e non vi è alcuna certezza di uscire vincitore dalla sfida finale.
L'avversario, l'imbattuto e gigantesco Bob "Bull" Hurley, già cinque volte campione del mondo, non lascia molte speranze e ben pochi sono pronti a scommettere su un colpo di scena, cioè la sconfitta di Hurley. L'incontro sarà estenuante e prolungato, ma la tensione morale e fisica non piegherà Lincoln, che malgrado l'aggressività, le provocazioni e un pugno in pieno naso da parte dell'avversario, riuscirà ad avere la meglio. Sarà la presenza del figlio a dargli quello stimolo in più che gli occorre per vincere l'incontro, il titolo e, soprattutto, il ricco premio in palio, sotto lo sguardo impotente del suocero ormai consapevole che nemmeno tutto il suo denaro basterà a trattenere il nipote. Entrambi rimarranno insieme per sempre, costituendo una nuova società di trasporti, che decidono di chiamare "Hawk & Figlio".

## Produzione

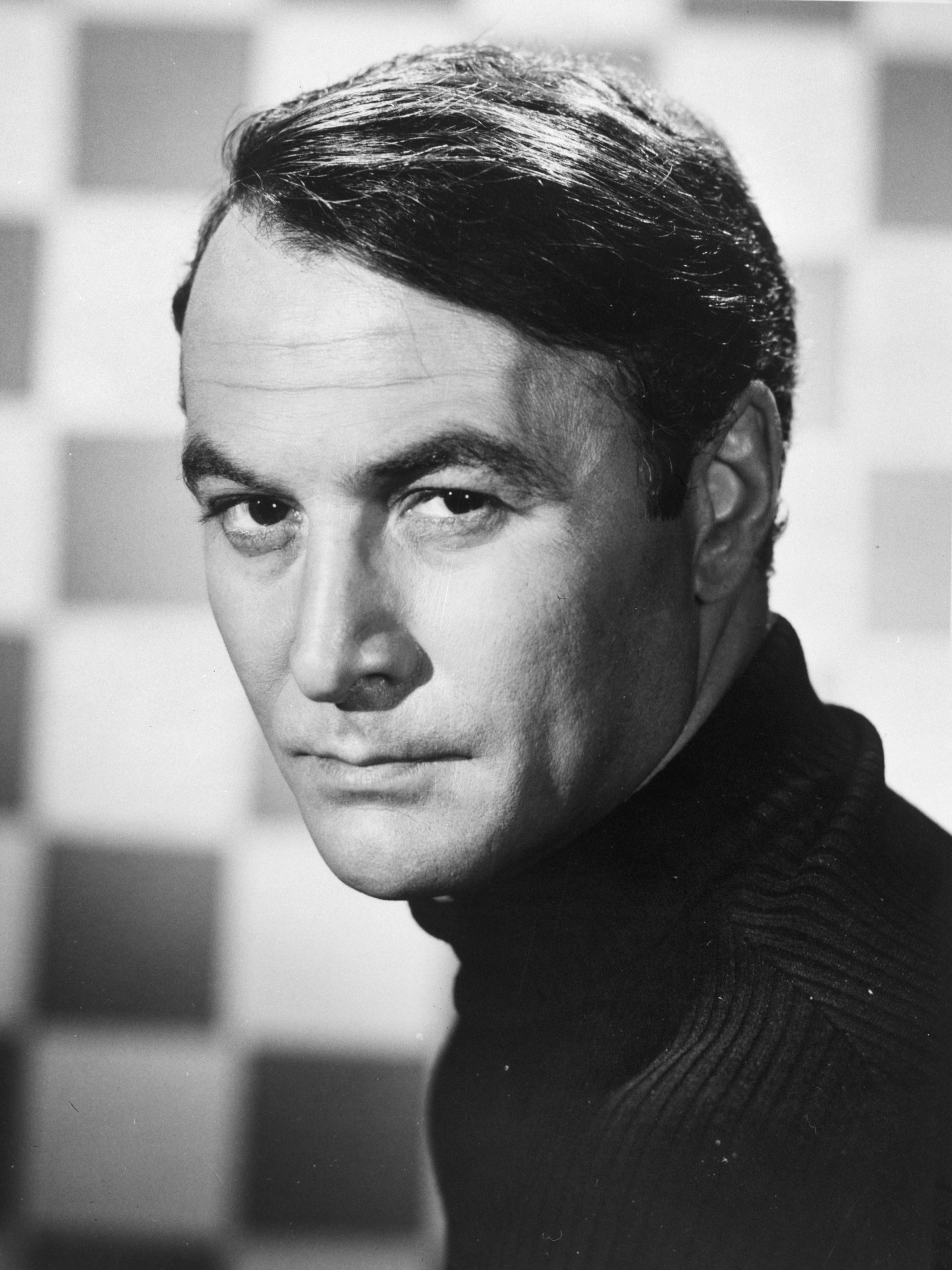
Robert Loggia interpreta Jason Cutler, il nonno di Mike

Il film è stato prodotto dalla collaborazione tra Cannon Group, Golan-Globus Productions, e Warner Bros. Il budget per la realizzazione della pellicola ammonta a circa $ 25.000.000. Le scene sono state girate dal 9 giugno al 15 agosto 1986  in svariati stati americani, più precisamente a Sylmar, Los Angeles (California), Page, Flagstaff, Jerome, e Phoenix (Arizona), Las Vegas (Nevada), Monument Valley (Utah e Arizona), Ouray (Colorado). Stallone ricevette circa $ 12 milioni.

## Colonna sonora
È stato pubblicato nel 1987 un disco contenente le colonne sonore del film, in coincidenza con l'uscita della pellicola.

### Tracce
1. Winner Takes It All - Sammy Hagar - 4:01
2. In This Country - Robin Zander - 4:24
3. Take It Higher - Larry Greene - 3:54
4. All I Need Is You - Big Trouble - 3:58
5. Bad Nite - Frank Stallone - 3:07
6. Meet Me Half Way - Kenny Loggins - 3:41
7. Gypsy Soul - Asia - 3:32
8. The Fight (strumentale) - Giorgio Moroder - 3:57
9. Mind Over Matter - Larry Greene - 3:13
10. I Will Be Strong - Eddie Money - 3:19

## Promozione
Le tagline del film sono le seguenti:
- Some fight for money... Some fight for glory... He's fighting for his son's love.
  - Alcuni lottano per i soldi ... Alcuni lottano per la gloria ... Lui sta combattendo per l'amore di suo figlio
- Driving headlong towards the biggest fight of his life.
  - Sta guidando a capofitto verso la più grande battaglia della sua vita.
- Lincoln Hawk will fight for his son the only way he knows how.
  - Lincoln Hawk combatterà per il figlio nell'unico modo che conosce.
- Rocky, Rambo, Cobra and now Hawk, in the biggest fight of his life.
  - Rocky, Rambo, Cobra e ora Hawk, nella più grande battaglia della sua vita.

## Distribuzione
Il film è stato distribuito a New York City (New York) il 12 febbraio 1987; nel resto degli Stati Uniti d'America il 13 febbraio dalla Warner Bros.; in Giappone il 14 febbraio; in Italia il 20 febbraio dalla Italian International Film; in Danimarca il 20 marzo; in Australia il 26 marzo dalla Hoyts Distribution; in Taiwan il 28 marzo; nel Regno Unito il 3 aprile; in Spagna il 6 aprile con il nome Yo, el Halcón; in Francia l'8 aprile come Over the Top - Le bras de fer; nei Paesi Bassi il 9 aprile dalla Cannon Tuschinski Film Distribution; in Finlandia (come Over the Top - terästäkin kovempi, dalla Oy Europa Vision AB), Irlanda, e Portogallo (O Lutador) il 10 aprile; in Svezia il 17 aprile; in Brasile il 24 aprile come Falcão - O Campeão dos Campeões; in Germania Ovest il 30 aprile dalla Scotia-Cannon; in Corea del Sud il 4 luglio; in Ungheria il 29 marzo 1990 come Túl a csúcson. La prima TV statunitense avvenne nel 1989, sulla Columbia Broadcasting System (CBS).

### Divieti
Il film, a seconda del paese di proiezione, ha avuto una censura più o meno "severa": è stato vietato ai minori di 6 anni in Portogallo; minori di 10 in Finlandia; 11 in Svezia; 12 in Norvegia e Germania Ovest. In Argentina, nella maggior parte del Canada, e a Singapore, il film è stato valutato come adatto a tutti, mentre in Australia, Ontario, Singapore, Regno Unito, e Stati Uniti d'America è stato classificato come PG, ovvero che la visione da parte dei bambini è consentita con la presenza di un adulto.

## Accoglienza

### Incassi
Nel primo fine settimana di apertura il film incassa $ 5 149 200, posizionandosi dietro a Mannequin, Una fortuna sfacciata, e Platoon, scritto e diretto da Oliver Stone.
Il guadagno totale in patria ammonta a 16.057.580 dollari ($), mentre in Svezia 3.967.014 corone (SEK).

### Critica
Il film non è stato accolto bene dalla critica: su IMDb riceve un punteggio di 5.7/10, su Mymovies 2.85/5, su Movieplayer.it 2.2/5, su FilmTV 4.7/10. La pellicola ha ricevuto un indice di gradimento del 27% su Rotten Tomatoes, basato su 26 recensioni, e una valutazione media di 4.3/10. Variety l'ha definita "prevedibile sotto ogni aspetto"". Janet Maslin del New York Times ha definito il film "confusionale", e ha criticato la quantità presente di pubblicità indiretta. Rita Kempley del Washington Post ha scritto che il film non è all'altezza del Rocky di Stallone, e che è "pressoché un video lungometraggio", a causa di tutte le canzoni rock presenti.
Laura e Morando Morandini (da Telesette):
Francesco Mininni (da Magazine Italiano Tv):
Lucia Tedesco:

## Riconoscimenti
- 1988 - ASCAP Film and Television Music Awards
  - Miglior canzone in un film
- 1988 - Young Artist Awards
  - Miglior film per famiglie
  - Candidatura per il miglior giovane attore protagonista a David Mendenhall

## Videogioco
Un videogioco su Over the Top fu realizzato solo clandestinamente, senza licenza di usarne il nome, edito dall'italiana Systems Editoriale (collana Software Club n° 16) nel 1987 per Commodore 64. Consiste in incontri di braccio di ferro con visuale in prima persona e meccaniche basate sullo scuotimento del joystick.